# Bellale, Pandavapura
Bellale là một làng thuộc tehsil Pandavapura, huyện Mandya, bang Karnataka, Ấn Độ.